# Олливьерр, Кейт
Кейт Олливьерр (англ. Keith Ollivierre; 13 апреля 1971) — футболист, выступавший за сборную Сент-Винсента и Гренадин. Участник Золотого кубка КОНКАКАФ 1996.

## Карьера в сборной
В 1996 году Олливьерр вошёл в состав сборной Сент-Винсента и Гренадин на Золотой кубок КОНКАКАФ 1996. На турнире он принял участие в одной игре против сборной Мексики (0:5), в которой был заменён на 64-й минуте. По итогам группового этапа сборная Сент-Винсента не набрала очков и завершила выступление на турнире. Информация о дальнейшем выступлении за сборную отсутствует.
В 2012 году был назначен на должность технического директора сборной. В 2016 году был исполняющим обязанности главного тренера сборной, в этом качестве провёл две игры в рамках второго отборочного раунда Карибского кубка 2017 против сборных Суринама (1:2) и Сент-Китса и Невиса (0:1).